# U 33 (U-Boot, 1914)
U 33 war ein U-Boot der deutschen Kaiserlichen Marine.

## Bau und Indienststellung
Das Boot war ein sogenanntes Zweihüllenboot, als Hochseeboot in einem Amtsentwurf konzipiert. Die Bestellung für das Boot wurde am 29. März 1912 erteilt und am 7. Dezember 1912 wurde es auf Kiel gelegt. Es lief am 19. Mai 1914 bei der Germaniawerft in Kiel vom Stapel und wurde am 19. Mai 1914 unter dem Kommando von Kapitänleutnant Konrad Gansser in Dienst gestellt.

## Technik
Das U-Boot war 64,7 m lang, 6,32 m breit und hatte einen Tiefgang von 3,56 m sowie eine Verdrängung von 685 Tonnen über und 878 Tonnen unter Wasser. Die Besatzung bestand aus 35 Mann, wovon vier Offiziere waren. Die Maschinen für die Überwasserfahrt waren zwei Sechs-Zylinder-Viertakt-Dieselmotoren, welche bei der Germaniawerft gebaut wurden und eine Leistung von 1.361 kW (1.850 PS) hatten. Zur Unterwasserfahrt kamen zwei SSW-Doppel-Modyn-Elektromotoren mit 880 kW (1.200 PS) zum Einsatz. Damit waren Geschwindigkeiten von 16,4 kn (über Wasser) bzw. 9,7 kn (unter Wasser) möglich. Der Aktionsradius betrug bis zu 8790 NM bei Überwasserfahrt. Bei getauchter Fahrt mit 5 kn wurden 80 NM erreicht bei einer maximalen Tauchtiefe von 50 Meter. Die sechs mitgeführten Torpedos konnten über zwei Bug- und zwei Heckrohre verschossen werden, ebenso waren ab Ende 1914 zwei 8,8-cm-Schnellfeuergeschütze installiert, die 1917 durch ein 10,5-cm-Geschütz ersetzt wurden.

## Einsätze und Verbleib
Das U-Boot unternahm insgesamt 29 Feindfahrten, bei denen 76 Schiffe mit einer Gesamttonnage von 193.558 BRT versenkt wurden.
Nach einer anderen Quelle waren es 84 versenkte Schiffe mit einer Gesamttonnage von 194.131 BRT und acht mit 36.452 BRT, die beschädigt wurden. Ein Schiff mit 453 BRT wurde als Prise aufgebracht.
Bis zum 1. August 1915 war das Boot der IV. Flottille zugeteilt. Vom 16. September 1915 bis zum 11. März 1916 war es im österreichischen Hafen Pola bei der dort stationierten U-Flottille Pola stationiert. Am 11. März 1916 kam das Boot bis zum 27. November 1916 zur Flottille Constantinopel, danach war es wieder bis zum 11. November 1918 in Pola bei der I. Mittelmeer-Flottille.
Das größte von U 33 versenkte Schiff war die 10.963 BRT große Cameronia am 15. April 1917, ein zum Truppentransporter umgerüsteter ehemaliger Passagierdampfer der britischen Anchor Line.
Das zweitgrößte versenkte Schiff war der 7.247 BRT große französische Passagierdampfer Sontay, der am 16. April 1917 bei Malta torpediert wurde (49 Tote).
Am 30. März 1916 versenkte U 33 im Schwarzen Meer das Hospitalschiff Portugal mit 5.357 BRT, wobei 115 Menschen ums Leben kamen.
Das Boot wurde am 16. Januar 1919 an Großbritannien ausgeliefert und 1919 bis 1920 in Blyth abgewrackt.

## Kommandanten
| Dienstgrad      | Name           | von                | bis               |
| --------------- | -------------- | ------------------ | ----------------- |
| Kapitänleutnant | Konrad Gansser | 27. September 1914 | 31. März 1917     |
| Kapitänleutnant | Gustav Sieß    | 1. April 1917      | 11. November 1918 |